# Fritillaria cirrhosa
Fritillaria cirrhosa  es una especie de Fritillaria de la familia Liliaceae que se distribuye por Afganistán, Pakistán, Cachemira e India. 

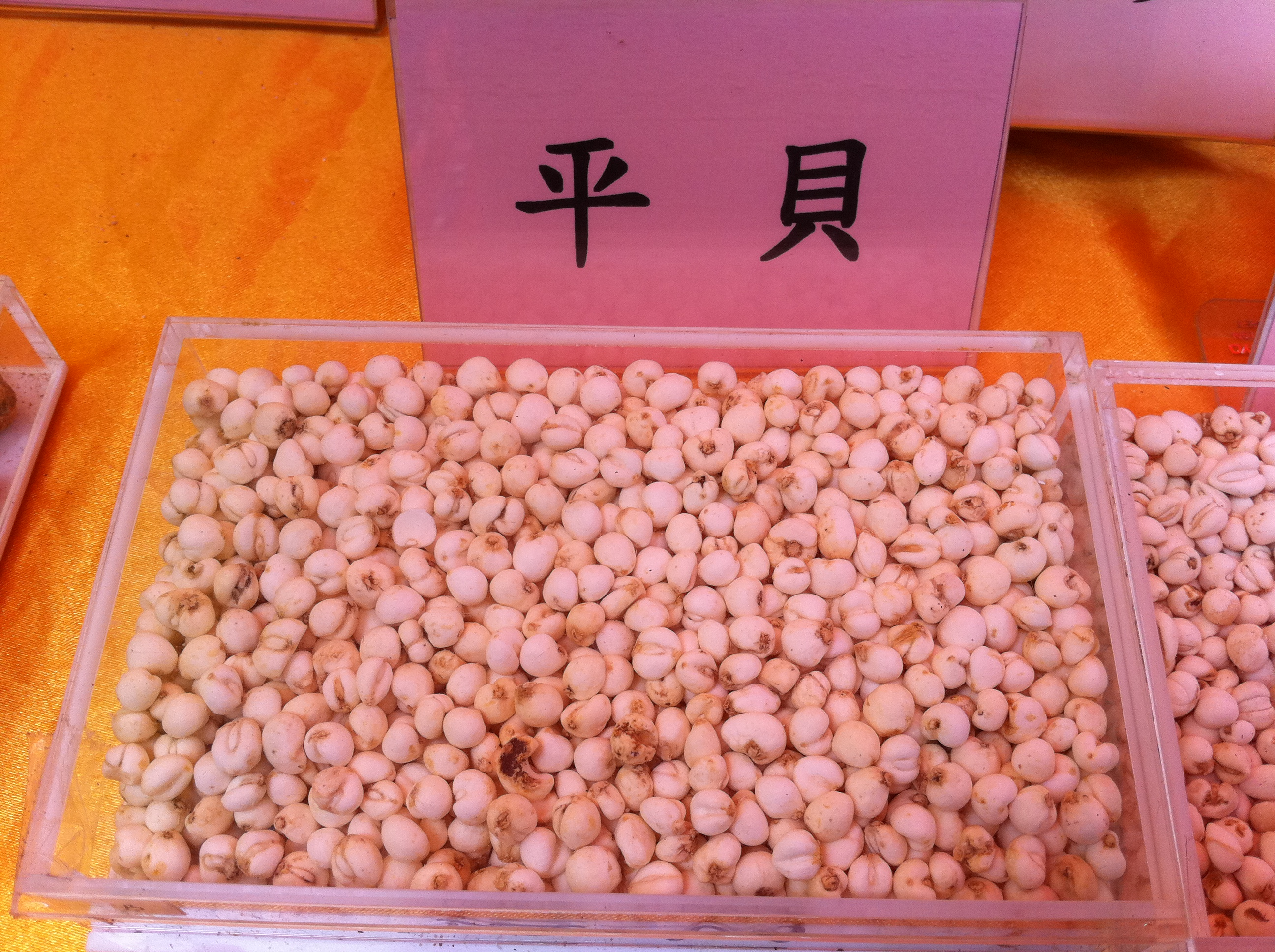
Bulbos para la venta

## Descripción
Tiene bulbos a 5-7,5 cm por debajo de la tierra, de 2-3 cm de diámetro. El tallo alcanza un tamaño de 30-65 cm de altura. Hojas en 7-11, opuestas o en verticilos de 3 o 4; linear-lanceoladas, de 5-12 x 0,5-1,5 cm, obtusas a acuminadas agudas. Pedicelo de 1-4 cm long. Flores solitarias o 2-3 en racimo. Brácteas 3. Flores acampanadas, 3-5,5 x 2,0-5,0 cm; tépalos oblongo-elípticas a obovadas, amarillos, verde amarillentos, de color púrpura en la parte interior, la base de color púrpura en el lado externo, 3-5 x 1.2- 1,8 cm. Nectarios 3-5 x 2-3 mm, con una proyección en el envés. Estambres 2-3 cm, filamentos veces papilosa.  Cápsula de 2,0-3,5 x 1.2 a 2.5 cm, oblonga. Pedicelo de 10 cm, estípite 2-6 mm de largo. Semillas muchas, 3-7 x 2,5-5,0 mm.

## Propiedades
Es usada en la medicina tradicional china para pulmón y corazón; elimina flemas-calor de los pulmones, para tos con catarro de difícil expectoración (incluso sangre), pecho cargado, resuello, tos con flemas gruesas de color amarillo verdoso, disuelve los nódulos, hinchazón y abscesos en pulmones, cuello o pechos. No usar para tos causada por frío-flema.

## Taxonomía
Fritillaria cirrhosa fue descrita por  David Don y publicado en Prodromus Florae Nepalensis 51. 1825.
Etimología
Fritillaria: nombre genérico que deriva del término latino para un cubilete (fritillus),   y, probablemente, se refiere al patrón a cuadros de las flores de muchas especies.
cirrhosa: epíteto latíno que significa "con zarcillos"
Variedades y Sinonimia
- Baimo cirrhosa (D.Don) Raf.
- Fritillaria duilongdeqingensis Y.K.Yang & Gesan
- Fritillaria gulielmi-waldemarii Klotzsch
- Fritillaria lhiinzeensis Y.K.Yang & al.
- Fritillaria polyphylla Fortune
- Fritillaria roylei Hook.
- Fritillaria zhufenensis Y.K.Yang & J.Z.Zhang
- Lilium bonatii H.Lév.
- Melorima cirrhosa (D.Don) Raf.[5]